# Tellus (fartyg)
M/S Tellus är en svensk hybridfärja. Hon levererades 2019 från Baltic Workboats AS i Nasva, Saaremaa i Estland till Trafikverket Färjerederiet för att trafikera Gullmarsleden mellan Finnsbo och Skår.
Tellus har både el- och dieselmotorer. Den laddas från elnätet nattetid, och planeras att också snabbladdas vid färjelägena.